# غرابة (صعفان)

تعديل مصدري - تعديل

غرابة هي إحدى قرى عزلة الطرف بمديرية صعفان التابعة لمحافظة صنعاء، بلغ تعداد سكانها 469 نسمة حسب تعداد اليمن لعام 2004.